# Municipio de Lyon (condado de Cherokee)
El municipio de Lyon (en inglés: Lyon Township) es un municipio ubicado en el condado de Cherokee en el estado estadounidense de Kansas. En el año 2010 tenía una población de 562 habitantes y una densidad poblacional de 4,33 personas por km².

## Geografía
El municipio de Lyon se encuentra ubicado en las coordenadas 37°3′13″N 94°52′37″O / 37.05361, -94.87694. Según la Oficina del Censo de los Estados Unidos, el municipio tiene una superficie total de 129.94 km², de la cual 129,89 km² corresponden a tierra firme y (0,04 %) 0,05 km² es agua.

## Demografía
Según el censo de 2010, había 562 personas residiendo en el municipio de Lyon. La densidad de población era de 4,33 hab./km². De los 562 habitantes, el municipio de Lyon estaba compuesto por el 88,26 % blancos, el 6,94 % eran amerindios, el 0,71 % eran asiáticos, el 0,18 % eran de otras razas y el 3,91 % eran de una mezcla de razas. Del total de la población el 1,96 % eran hispanos o latinos de cualquier raza.